# Proceratophrys sanctaritae
Proceratophrys sanctaritae é uma espécie de anfíbio da família Odontophrynidae. Endêmica do Brasil, pode ser encontrada na Serra do Timbó no estado da Bahia. Os parátipos foram coletados na mesma região e cantos de anúncio foram registrados entre 800 e 900 m acima do nível do mar. A extensão de ocorrência da espécie foi calculada em 8km2. A região dos registros é severamente fragmentada, apresentava 3% de remanescentes de vegetação nativa (em 2009) e continua havendo perda de florestas em anos recentes, o que pode representar fragmentação severa da população (isolamento do fluxo gênico). A cobertura florestal da Serra do Timbó está ameaçada pelas atividades humanas, principalmente pela conversão de áreas nativas em cultivos de banana e cacau, pastagens e corte seletivo de espécies florestais de interesse comercial, causando declínio da qualidade do hábitat.